# Средокръстие
Средокръстие в църковната архитектура е мястото на пресичане на главния неф с трансепта, под формата на кръст.
При традиционно ориентирана църква средокръстието граничи със западния неф, южния и северния трансепти, както и с разположения на изток хор. Обикновено над средокръстието е поставена кула или купол, като кулите са характерни за романското изкуство и готическите храмове, а куполите – за катедралите на ренесанса.
Доколкото средокръстието е открито в четири посоки, натоварването от кулата или купола пада върху ъглите. По тази причина създаването на устойчива конструкция изисква от архитекта и строителите истинско майсторство. През столетията прекомерната амбиция на създателите често е довеждала до разрушаване на подобен тип конструкции.
В зависимост от характера на пресичане се отделят два типа средокръстия. В първия нефът и трансептът са изравнени по височина и подкуполният квадрат има четири еднакви арки. При втория тип – средокръстието е с по-нисък трансепт – определя се по по-ниските и тесни арки, отчетливо разделящи нефа, трансепта и хора.
Куполът или кулата могат да са с прозоречни отвори за осветяване на църквата, образувайки куполообразна надстройка. В епохата на ранното Средневековие квадратът на средокръстието често е използван за единица мярка при планиране на сградата: дължината на нефа и трансепта са кратни на страната на квадрата на средокръстието.

## Галерея
- Кула над средокръстието на Кентърбърийската катедрала
- Купол над средокръстието на Парижката Света Богородица
- Базиликата Свети Петър в Рим с купол над средокрестиеето
- Солсбърийската катедрала с кула над средокръстието